# Last Resort (film, 1986)
Pour les articles homonymes, voir Last Resort.
Pour plus de détails, voir Fiche technique et Distribution.
Last Resort est un film américain réalisé par Zane Buzby (en), sorti en 1986.

## Fiche technique
- Titre : Last Resort
- Réalisation : Zane Buzby (en)
- Scénario : Steve Zacharias et Jeff Buhai
- Musique : Steve Nelson et Thomas Richard Sharp
- Pays d'origine : États-Unis
- Genre : comédie érotique
- Date de sortie : 1986

## Distribution
- Charles Grodin : George Lollar
- Megan Mullally : Jessica Lollar
- Robin Pearson Rose : Sheila Lollar
- John Ashton : Phil Cocoran
- Ellen Blake : Dorothy Cocoran
- Jon Lovitz : Bartender
- Gerrit Graham : Curt
- Mario Van Peebles : Pino
- Brenda Bakke : Veroneeka
- Phil Hartman : Jean-Michel
- Victor Rivers : Renaldo
- Jacob Vargas : Carlos
- David Mirkin : Walter Ambrose
- Buck Young : Mr. Emerson
- Chip Johannessen : Firebreather
- Ian Abercrombie
- Durga McBroom